# 瑞典口含烟

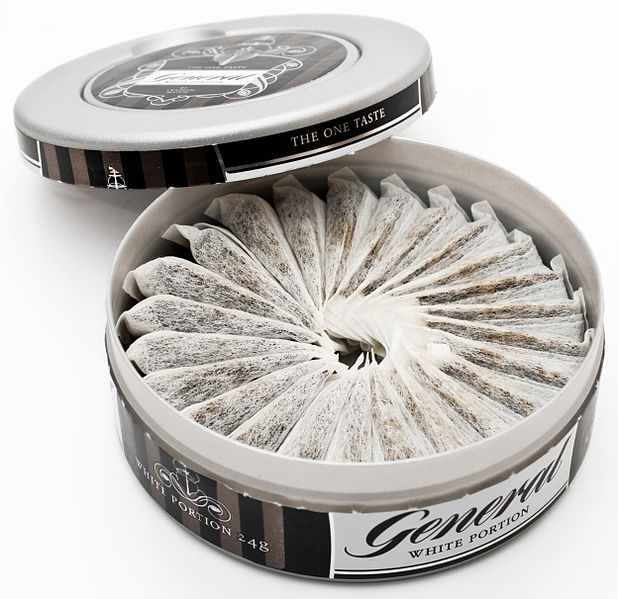
瑞典口含烟

瑞典口含烟（瑞典語：Snus，發音：[ˈsnʉːs] ⓘ）是一种含有尼古丁的无烟烟品。瑞典口含烟是将烟草磨成粉末再加盐和水混合而成，有时也会加上香料，像是香柠檬油、玫瑰油或甘草。
瑞典口含烟与嚼菸或是发酵制成的沾菸不同，不应将它们混淆。瑞典的口含烟是经由高温灭菌制成（未经过发酵），藉由口含将尼古丁吸收至体内，进入血液后使人产生振奋感。许多人认为潮湿的口含烟，是比吸烟更健康的选择。
今日在瑞典吸食口含烟的人口（19 %）比吸卷烟（10 %）的多。

## 历史
最早的无烟烟品是用鼻子吸的鼻烟，是经由法国贵族（瑞典皇室拥有法国血统）传入瑞典的烟品，到了1637年，口含烟（snus）这个词才第一次出现在瑞典的官方文件中。
在18世纪末，瑞典开始大规模种植烟草，口含烟的生产制作成为一门专精手艺。最早的配方也在当时出现，其中有许多仍流传至今，像是Göteborgs  Rapé、Röda Lacket、General以及Ettan。在19世纪末，口含烟的制作从工艺转为工业生产。
烟草制造商人雅各·雍乐夫（Jacob Fredric Ljunglöf）想找到加速口含烟制程的方法，他和其他制造商一样，对于口含烟需要漫长时间烘闷出水气后，才开始熟成和冒出香味，感到很不满意。他向一位化学家朋友永斯·贝采利乌斯求助，贝齐流斯建议雍乐夫使用桦木灰制成的炭来快速帮烟草加热，这么一来前制作业只需要几天便完成，瑞典口含烟利用发酵的制程法也从此走入历史。
雍乐夫的口含烟迅速成为市场的领导品牌，就是现在市面上看得到的Ettan。
口含烟在一开始是以散装方式销售，小包装销售方式则始于 1976年，一推出就大受欢迎，厂商也纷纷改为小包装，而随着小包装推出也使得女性吸食口含烟的人数增加（今日瑞典口含烟吸食者中，女性占23%）。

## 对健康的影响
一直以来都有科学实验证明一些癌症和心血管疾病与吸烟有关，关于吸食口含烟会对健康有不良的影响正反的论点都有。有的专家们评估过吸食口含烟的相关风险远比吸烟低，对于有人把口含烟拿来与香烟相提并论，认为根本是误导大众的说法;但也有的专家认为口含烟对吸食者本人的危害比香烟还大。
尼古丁减害政策的提倡者便主张，口含烟是比吸烟和口嚼烟草稍佳的替代选择。
尼古丁主要会刺激交感神经系统，造成脉搏加快和血压上升。因此有高血压的人不应吸食口含烟，孕妇也不宜吸食。
口含烟在整个20世纪大半期间几乎快被香烟淘汰，到了60年代末，有关吸烟造成伤害的警讯报导越来越多，使得当时瑞典越来越多人开始使用口含烟。瑞典从2005年6月1日开始在餐厅禁烟以来，口含烟的使用率便持续增加，大多数的人民都支持禁烟政策。
瑞典现今吸食口含烟的人口（19 %）比吸烟人口（10%）多。瑞典也是欧洲唯一达成世界卫生组织（WHO）目标的国家：全国每日吸烟人口不超过20%。许多人认为原因就是来自现行口含烟的高使用率。美国 CBS 电视台的节目《60分钟》还针对瑞典的口含烟现象做了报导。

## 制程
瑞典口含烟所使用的烟草来自世界各地，而且一律自然风干（过去曾用烟熏干的烟草，但因为对健康有不良影响而不再使用）。制作方式是将烟草、碳酸钠及水加以混合，然后再添加香料成份，像是香柠檬油、玫瑰油、甘草和辛香料。
与其他无烟烟品的最大差别，就是瑞典口含烟不是发酵制成的。发酵过的口含烟比高温灭菌的瑞典口含烟含有更大量的有害成份亚硝胺。
瑞典口含烟受到食品法规的规范，而且制作过程必须依照食品法规的质量标准。而市场领导品牌的制造商Swedish Match还在现行法规之外，开发出一套要求更高的质量标准，称为GothiaTek。Swedish  Match是当今市场的口含烟龙头，在瑞典有大约85%的市占率。

## 包裝

### 散装口含烟
口含烟最早的包装是散装的，以小盒的散装（约40克）方式销售，要吸食时以手指揉成一小团，再塞入上唇后方。

### 小包装口含烟
从1973年开始，口含烟也有小包装的，装在像小茶包一样的小袋内。每一个小包装有约1公克的口含烟草，小包装口含烟的外盒与散装的外盒一样，每盒约有20-25个小包。
后来出现的一种新型小包装则赢得市场的青睐，称为小白包，比较没那么潮湿，烟草味较不会在口中散开来，尼古丁的吸收也较为缓慢长效。

## 使用区域
现今有使用口含烟的国家：
- 瑞典
- 挪威
- 美国
- 俄罗斯
- 丹麦
- 加拿大
- 马来西亚
- 以色列

## 品牌

### General
General的配方是由约翰·波曼（Johan A Boman）在1850年所创，推出不久销售量便快速成长，他得买下一整间工厂来满足供需。配方内容物至今不变，含有22种不同的烟草以及少量的香柠檬油。
该牌是属于较高级的品牌，从1995年以来便独占市场鳌头。

### Ettan
Ettan是由烟草制造商雅各·雍乐夫（Jacob Fredrik Ljunglöf）所创的瑞典口含烟，在知名化学家雅各·贝齐流斯（Jacob Berzelius）的协助下将前制作业缩短成几天，而且让口含烟的味道更佳，并将口含烟当成食品来处理，雅各·雍乐夫也因而快速致富。
Ettan在儿子克努特接手经营后变得更加成功，克努特·雍乐夫（Knut Ljunglöf）名列当代的世界首富之一，在奢华的生活之外，他还会匿名捐款给斯德哥尔摩的贫民。
他生产的Ettan口含烟基本上仍延续古法配方，至今仍是瑞典市场上销售量最大的品牌之一。

## 使用瑞典口含烟的名人
- Slash
- Mickey Dee (Motörhead乐团鼓手)
- Ingvar Kamprad – 瑞典家俱业龙头IKEA创办人
- Stonebridge – 荣获葛莱美奖的瑞典DJ
- Mathias Dahlgren – 二星米其林主厨
- Avicii – 瑞典DJ (会在他的混音室旁固定放一罐GR)
- Stellan Skarsgård – 演员 (《猎杀红色十月》、《心灵捕手》、《加勒比海盗》、追擊赤色十月、驕陽似我、Pirates of the Caribbean)
- Benny Andersson – ABBA团员 (影片中是在摇滚名人堂颁奖典礼的后台，他在影片时间3:40时拿了一颗口含烟)
- 占美·華迪 - 英格蘭職業足球員、英超傳奇射手
- Pewdiepie - 瑞典著名Youtuber、內容創作者

## 註
1. ↑  . ResearchGate.   [2019-05-25]. （原始内容存档于2019-08-28） （英语）.
2. ↑  .   [2012-10-11]. （原始内容存档于2013-07-08）.